# Operation Märtyrer Soleimani

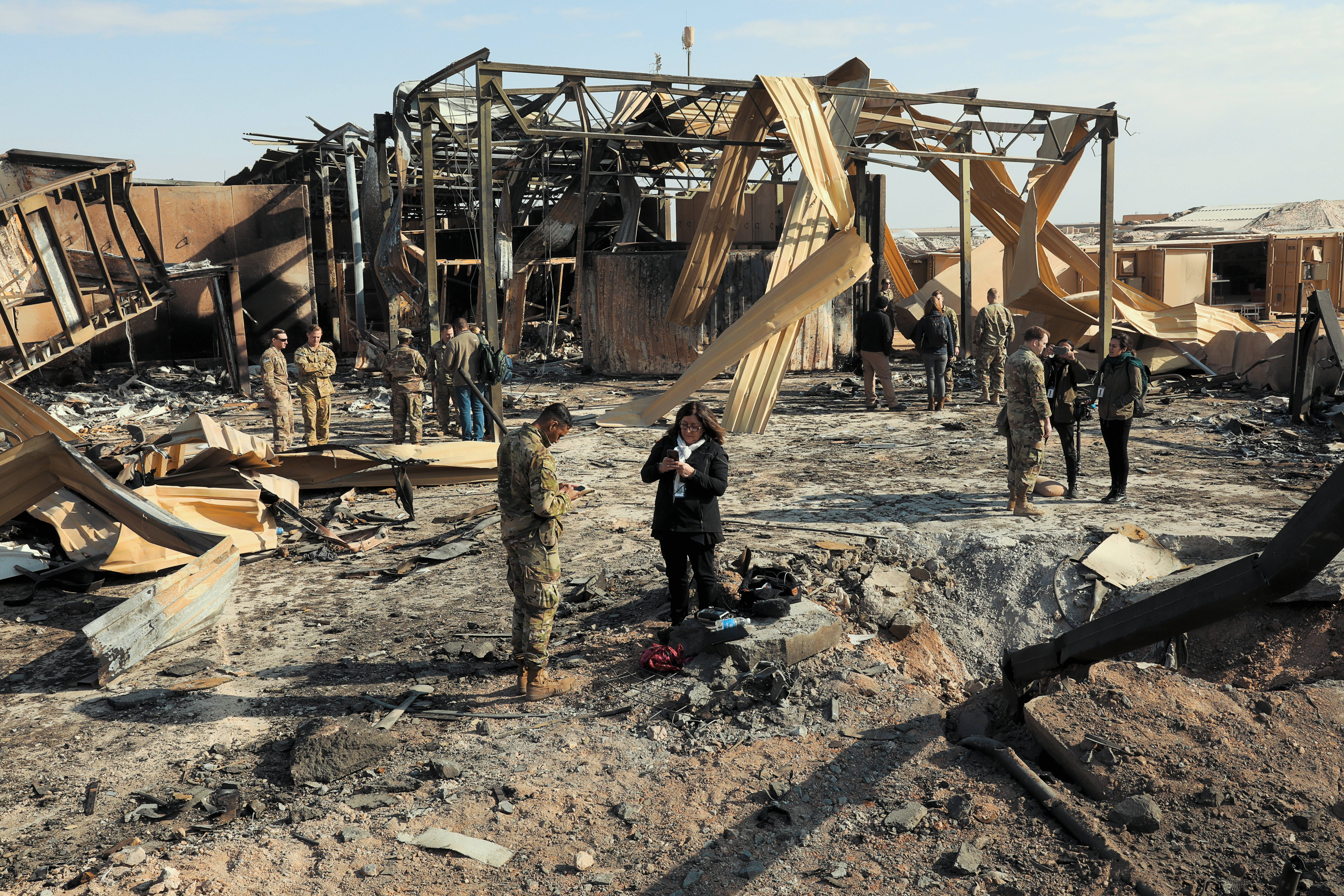
Al Asad Airbase nach dem Raketenangriff im Jahr 2020

Die Operation Märtyrer Soleimani war eine militärische Operation der Iranischen Revolutionsgarde am 8. Januar 2020 gegen das US-Militär im Irak als Reaktion auf die extralegale Hinrichtung von General Qasem Soleimani, dem Kommandeur der Quds-Einheit, durch eine US-Drohne in Bagdad. Bei dieser Operation startete der Iran rund ein Dutzend Boden-Boden-Raketen vom Typ Qiam 1 und Fateh-313 gegen Ziele im Irak. Laut der USA wurde das Land durch Informationen, die der Irak besaß und weitergab, sowie durch Satellitenüberwachung einige Stunden vorher vor dem bevorstehenden iranischen Angriff gewarnt.
Zwei US-Einrichtungen im Irak wurden getroffen: der Militärflugplatz Ain al-Assad im westlichen Teil des Landes und der Flugplatz in der nördlichen Provinz Erbil. Darüber hinaus wurde die Absicht angekündigt, Israel anzugreifen, wenn es seitens der USA zu Vergeltungsaktionen kommen sollte.